# Operación Petsamo-Kirkenes
La operación Pétsamo-Kirkenes (en ruso: Петсамо-Киркенесская операция) es una operación ofensiva de las tropas del Frente de Carelia y la Flota del Norte del Ejército Rojo, llevada a cabo contra la Wehrmacht, en la región de Petsamo (actual Péchenga) y la provincia de Finnmark en el norte de Noruega del 7 al 29 de octubre de 1944, durante la Segunda Guerra Mundial. La operación también se conoce en la historiografía soviética como el Décimo Golpe de Stalin.
La tarea de las tropas soviéticas era liberar las aldeas de Luostari y Petsamo con el objetivo de destruir las fuerzas principales del XIX Cuerpo de Montaña de la Wehrmacht, fortificado en el área de Petsamo, y posteriormente avanzar sobre Kirkenes en el norte de Noruega.
El resultado de la ofensiva fue la derrota de la Wehrmacht en el ártico, haciéndola retroceder al interior de Noruega, liberando el norte de este país de la ocupación alemana y garantizando para la Unión Soviética la posesión de las minas de níquel de Pétsamo.

## Antecedentes
Después de la fallida operación Silberfuchs (Zorro Plateado) en el verano de 1941, ejecutada por la Wehrmacht alemana y el ejército finlandés, la línea del frente en el Ártico había cambiado poco. Las condiciones ambientales y las dificultades de suministros dificultaban enormemente la ejecución de operaciones militares a mayor escala, si es que no la hacían imposible, convirtiéndose la Guerra ártica en un teatro de operaciones de baja intensidad. 
Considerables fuerzas alemanas fueron mantenidas en este sector con objeto de proteger las minas finlandesas de níquel de Pétsamo, cuya producción era fundamental para la fabricación alemana de blindajes, y para proteger la costa norte de Noruega contra posibles desembarcos aliados.
En el verano de 1944, el Ejército Rojo en el Frente de Carelia llevó a cabo con éxito la ofensiva de Víborg-Petrozavodsk, que llevó a la retirada de Finlandia de la guerra. Como resultado, el mando del 20.º Ejército alemán de Montaña se vio obligado a retirar sus tropas de los territorios finlandeses. Esta retirada es denominada por los finlandeses como guerra de Laponia. En el transcurso de esta retirada, que el 20.º Ejército de Montaña denominó operación Birke (Abedul), el mando alemán tomó la decisión de retirarse completamente del norte de Noruega y Finlandia en la operación Nordlicht (Aurora Boreal). Los finlandeses también comenzaron a retirar todas sus tropas del frente.
El 1 de octubre de 1944, la Wehrmacht aun ocupaba una parte de la región soviética de Carelia, al oeste de Múrmansk en el círculo polar ártico. La línea del frente iba desde la bahía de Málaya Vólokovaya a lo largo del istmo de la península de Sredni, más allá de la bahía de Bolshaya Západnaya Litsa hasta los lagos Chapr y Koshka-Yavr. Aquí el ejército alemán, después de tres años de ocupación, había creado una poderosa red de defensa, que constaba de tres líneas, con estructuras defensivas permanentes: la denominada muralla defensiva de «granito» (lapona). La profundidad de la defensa era de hasta 150 kilómetros y su longitud era de hasta 100 km.
Los nidos de ametralladoras y las posiciones independientes para la artillería se excavaron en las rocas, haciéndolas prácticamente invulnerables a proyectiles pesados y grandes bombas aéreas. A principios de octubre de 1944, había 15-20 estructuras permanentes por cada kilómetro de frente.

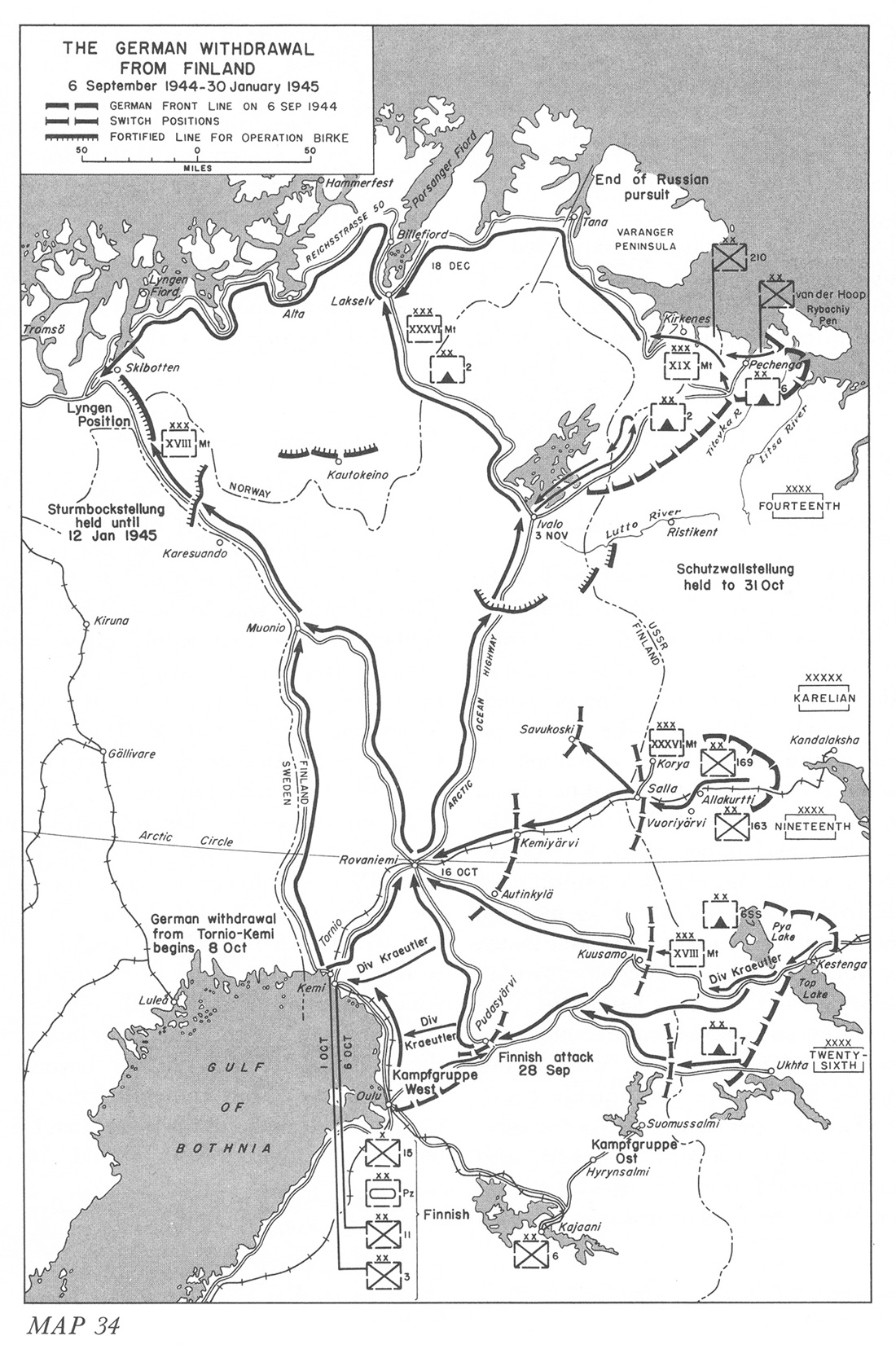
Retirada alemana de Finlandia durante el verano-otoño de 1944.

Las guarniciones de estos puntos fuertes disponían de abundantes víveres, agua y municiones y podían luchar en completo cerco durante mucho tiempo. Las estructuras permanentes consistieron en concreto reforzado y puestos de tiro blindados, campos de minas y zanjas antitanques. El infranqueable terreno montañoso, boscoso y pantanoso y la ausencia total de carreteras impidieron seriamente la realización de cualquier maniobra de las tropas, y todos los bastiones alemanes estaban preparados para una defensa circular, en todas direcciones
Apoyándose en la poderosa muralla defensiva de Laponia, el Alto Mando alemán esperaba retener las regiones del norte de Finlandia y Noruega. Se consideraron las principales tareas: la defensa del complejo de procesamiento de níquel de Kolosjoki (actual Níkel) manteniendo el acceso a los depósitos de cobre, níquel y molibdeno y a puertos libres de hielo de importancia estratégica, en los que estaban amarrados las grandes fuerzas de la Kriegsmarine y desde las que se enviaban las materias primas necesarias para la industria de guerra alemana.
Las tareas de defensa fueron asignadas al 19.º Cuerpo de Montaña de la Wehrmacht. Que a fines de septiembre de 1944, constaba de tres divisiones de montaña y cuatro brigadas, sumando unos 53 000 efectivos, y más de 770 cañones y morteros pesados. Desde el aire fueron apoyados por la aviación de la 5.ª División Aérea de la Luftwaffe en Noruega (160 aviones) y fuerzas navales significativas con base en los puertos del norte de Noruega (un acorazado, entre doce y catorce destructores, hasta treinta submarinos y otros barcos, hasta veinte barcos y embarcaciones en total)
La artillería costera y antiaérea también cubría partes del 19.º Cuerpo de Montaña, campos de minas antisubmarinos se colocaron a lo largo de la costa, y las lanchas patrulleras cubrieron los accesos a las bases y puertos. En la retaguardia alemana se construyeron varias fortalezas: Luostari, Petsamo y Kirkenes, que también eran importantes bases de abastecimiento.
En septiembre de 1944, las tropas 19.º Ejército (teniente general Gueorgui K. Kozlov) y del 26.º Ejército (teniente general Lev S. Skvirski) pasaron a la ofensiva en dirección a Kandalaksha y Ujtá. El 14 de septiembre el asentamiento de Alakurtti y el aeródromo cercano, fueron liberados, al cual fue transferido el 256.º regimiento de aviación de caza (415th IAP), desde 7.º Ejército Aéreo, el cual tuvo una participación muy destacada en la operación Petsamo-Kirkenes. A finales de septiembre, unidades del 19.º Ejército llegaron a la frontera con Finlandia, liberando cuarenta y cinco asentamientos y provocando unas 7000 bajas enemigas.
El 26.º Ejército soviético, con la oposición del 18.º Cuerpo de Ejército de Montaña al mando del General der Infanterie Friedrich Hochbaum, había avanzado 35 km en el interior de Finlandia, a finales de septiembre.

Después de la ofensiva de septiembre de las tropas de los 19.º y 26.º ejércitos, la Carelia soviética quedó completamente libre de tropas alemanas. La posición estratégica en el sector norte del frente soviético-alemán había mejorado sustancialmente, y finalmente se habían creado las condiciones óptimas para la completa liberación del ártico.

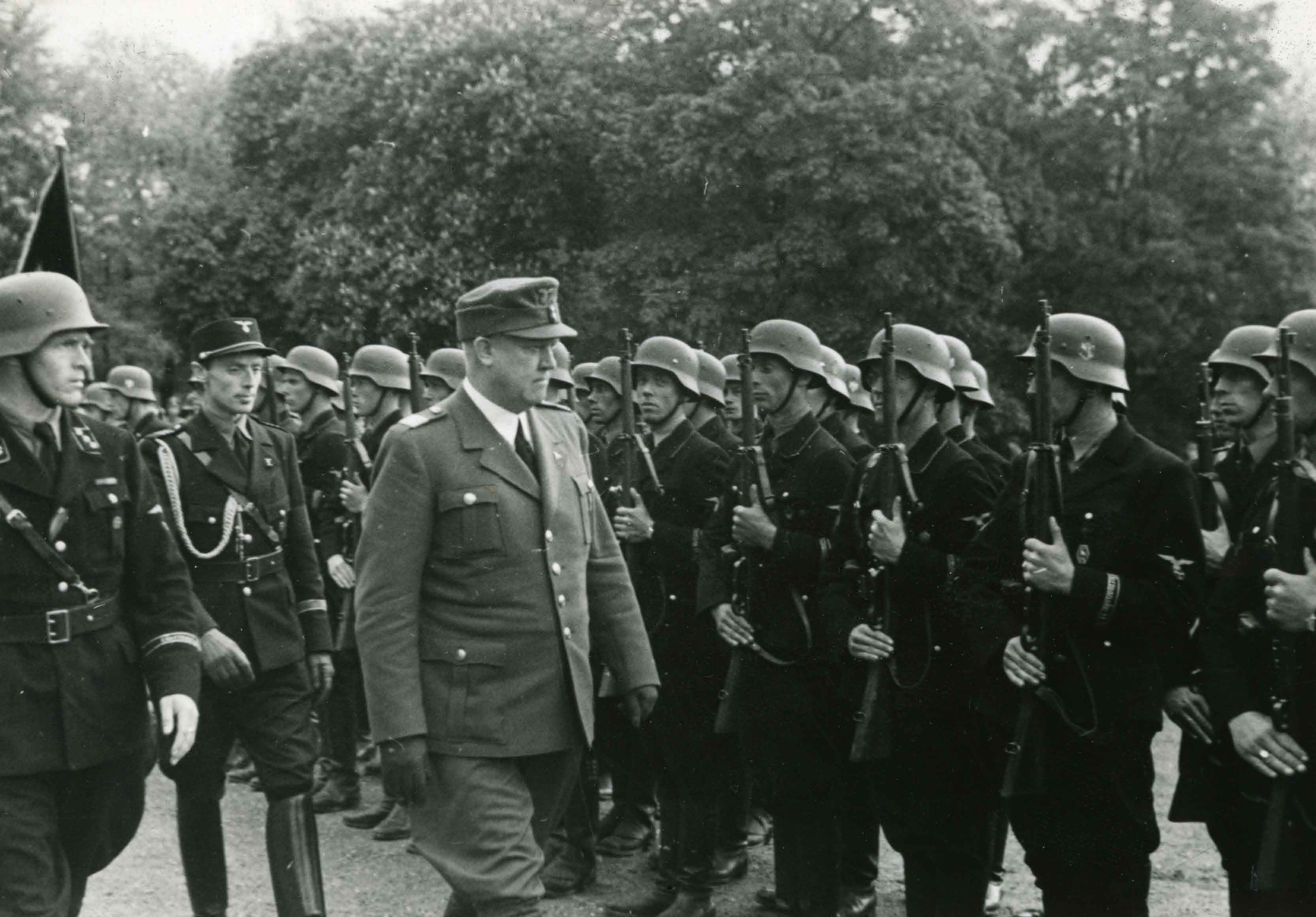
Vidkun Quisling organiza un desfile de granaderos noruegos de las SS en la Plaza del Palacio en Oslo el 6 de junio de 1944.

Después de la declaración oficial del presidente de Finlandia Carl Gustaf Emil Mannerheim sobre la ruptura total de las relaciones con Alemania el 2 de septiembre de 1944, el 3 de septiembre, el comando alemán comenzó a implementar la Operación Abedul (en alemán: Unternehmen Birke) que implicaba la retirada de sus tropas de las regiones del norte de Finlandia y la organización de una poderosa defensa en la zona minera de níquel, en la región de Níkel. Algunas de las unidades, que se habían retirado de Finlandia, del 36.º Cuerpo de Montaña se concentraron posteriormente en la zona de Petsamo.

## Orden de batalla

### Ejército Rojo
Frente de Carelia; comandante general del ejército Kiril Meretskov
- 14.º Ejército; comandante teniente general Vladímir Shcherbakov
  - 31.º Cuerpo de Fusileros; comandante mayor general Manzakir A. Absalyámov
  - 99.º Cuerpo de Fusileros; comandante mayor general Semión P. Mikulski
  - 131.º Cuerpo de Fusileros; comandante mayor general Zinovi N. Alekséiev
  - Cuerpo Pigarévich; comandante teniente general Borís A. Pigarévich
  - 126.º Cuerpo de Fusileros de Montaña Ligera; comandante coronel Vladímir N. Soloviov
  - 127.º Cuerpo de Fusileros de Montaña Ligera; comandante mayor general Gueorgui A. Zhúkov (no confundir con el mariscal Gueorgui K. Zhúkov)
- 7 ° Ejército Aéreo; comandante teniente general de Aviación Iván Sokolov
- Flota del Norte; comandante almirante Arseni Golovkó

En total, 113.200 efectivos, 110 tanques y cañones autopropulsados, 2100 cañones y morteros pesados, 750 aviones, un destructor líder, 6 destructores, 8 submarinos, más de 20 buques torpederos, hasta 23 cazadores, 275 aviones navales.

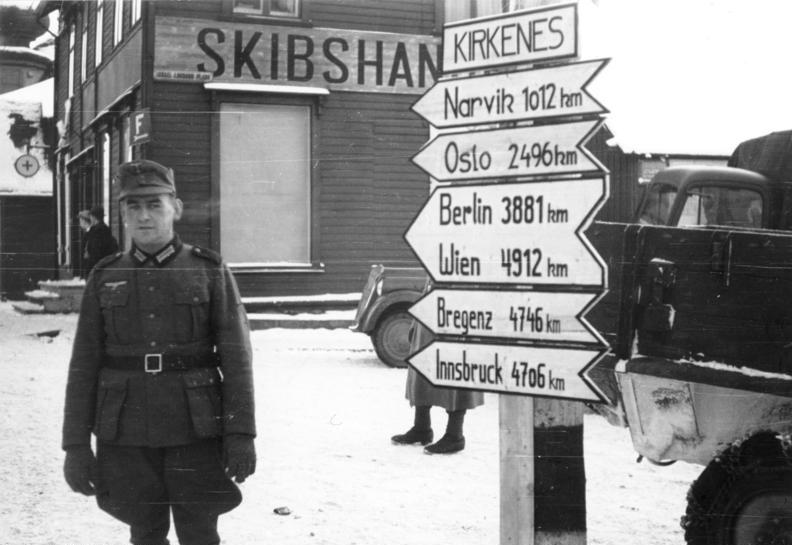
Tirador austríaco del cuerpo de montaña alemán "Noruega" en Kirkenes (1941)

### Wehrmacht.
- 20.º Ejército de Montaña; comandante generaloberst Lothar Rendulic
  - XIX Cuerpo de Montaña; comandante general der gebirgstruppe Ferdinand Jodl[15]
    - 2.ª División de Montaña; comandante generalleutnant Hans Degen
    - 6.ª División de Montaña; comandante generalmajor Max-Josef Pemsel
      - Reforzado con el 388.º Regimiento de Granaderos

    - 210.º División de Infantería (reforzada);[nota 2] generalleutnant Kurt Ebeling
    - Grupo Divisionario Van Der Hoop (de tamaño regimiento); comandante generalmajor Adrían Freiherr Van Der Hoop[16]
    - Brigada Ciclista Noruega (de tamaño regimiento)

- Fuerza Aérea Alemana en Noruega; comandante generalleutnant Eduard Ritter von Schleich

En totalː 56 000 soldados y oficiales, 397 cañones y morteros pesados, 160 aviones, hasta 200 barcos de todo tipo.

## Desarrollo de las operaciones

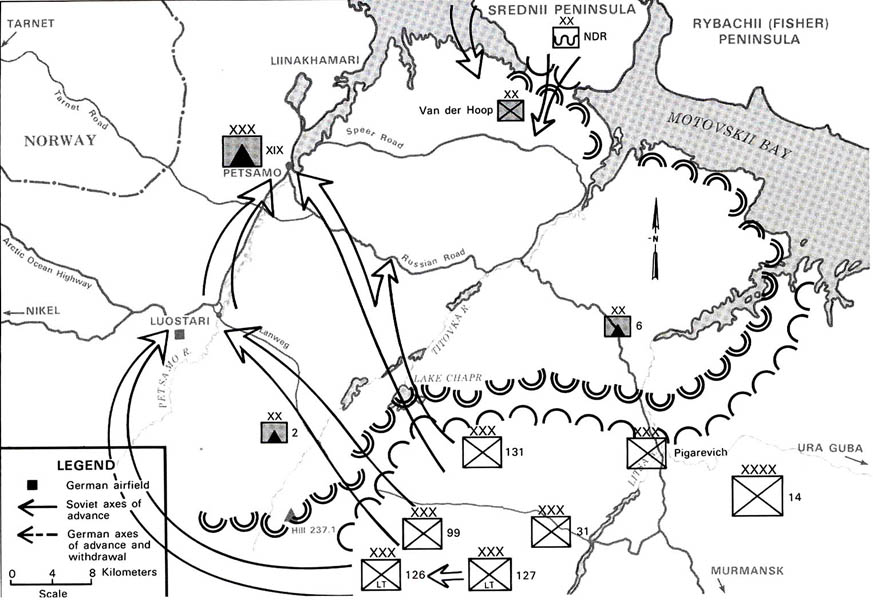
Plan de la Operación Petsamo-Kirkenes

La batalla puede dividirse en tres fases:
- Ruptura de la línea de defensa alemana, captura de Petsamo, y de las áreas de producción de níquel de Kolosjoki;
- Persecución hasta Kirkenes dentro de territorio de Noruega;
- Liberación de las ciudades noruegas de Kirkenes y Nautsi, incluyendo la persecución subsiguiente hacia el sur.

Durante la operación, las tropas soviéticas llevaron a cabo varias pequeñas operaciones de asalto anfibio por parte de dos brigadas de infantes de marina de la Flota del Norte y unidades de asalto del 14.º Ejército del Frente de Carelia, durante las cuales, por primera vez más allá del círculo polar ártico en condiciones de combate, se utilizaron con éxito vehículos de desembarco anfibios, Ford GPA, una versión anfibia del jeep Ford GPW, de fabricación estadounidense, suministrados por los aliados a la Unión Soviética en virtud de la ley de Préstamo y Arriendo.

### Primera fase
Ocupación de Petsamo, del 7 al 15 de octubre de 1944
En las primeras horas de la mañana del 7 de octubre de 1944, se inició la preparación de la artillería, que duró dos horas y treinta y cinco minutos. Básicamente, era posible suprimir las baterías de artillería y morteros, en los puntos fuertes de la primera línea. En los últimos minutos de preparación de la artillería, las unidades de fusileros, apoyadas por tanques y cañones autopropulsados, salieron al ataque, irrumpiendo en las trincheras y fortificaciones de la primera línea de trincheras alemanas. 
En la dirección del ataque principal, estallaron sangrientas batallas por puntos fuertes en las montañas Bolshói y Maly Karikvaivish. La fortificación en el monte Maly Karikvaivish fue capturada por soldados del 131.º Cuerpo de fusileros a las 15:00h. Al final del primer día de combate, toda la guarnición del punto fuerte fue destruida y algunos de los defensores se rindieron. Al final del primer día, unidades de tanques y rifles que operaban en el flanco derecho de la fuerza de ataque atravesaron la principal zona defensiva alemana, cruzaron el río Titovka en movimiento y alcanzaron los lagos Kuosme-Järvi y Loy-Yarv, capturando importantes fortalezas en la segunda zona de la defensa alemana. 

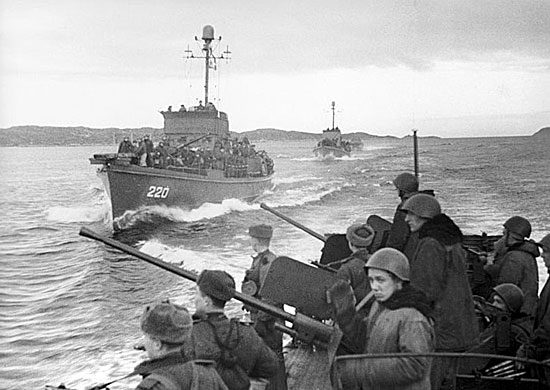
Barcos de la Flota del Norte con un grupo de desembarco camino a Petsamo, octubre de 1944

La ofensiva del 99.º Cuerpo de Fusileros se desarrolló con menos éxito. En el movimiento no fue posible capturar el principal punto de defensa en el monte Bolshói Karikvaivish (altura 258,3 m) y romper la primera línea de defensa alemana. Teniendo experiencia en la lucha en terrenos boscosos y pantanosos con el ejército finlandés y no familiarizados con las tácticas de los fusileros de montaña alemanes, los soldados y comandantes de la 65.º División de Fusileros al mando del coronel Grigori E. Kalinovski, no pudieron tomar las trincheras de la primera línea de fortificaciones alemana en los últimos minutos de preparación de artillería. Además de eso, los tanques de la 89.ª División de Fusileros no pudieron acercarse a sus posiciones de ataque desde la retaguardia a tiempo y proporcionar a los soldados de infantería apoyo blindado. Fue posible romper la defensa solo en la mañana del día siguiente, después de haber sufrido pérdidas importantes. Después de eso, los soldados de la 65.ª División de Fusileros llegaron a las orillas del río Titovka.
Esa misma noche, los marines de la Flota del Norte desembarcaron en el fiordo de Málaya Vólokovaya y en la costa del golfo de Motovski. Los infantes de marina de la 12.ª Brigada de la Flota del Norte, tras cruzar la cresta de Musta tunturi y aislar a parte de las fuerzas alemanas, comenzaron a avanzar hacia Petsamo. 

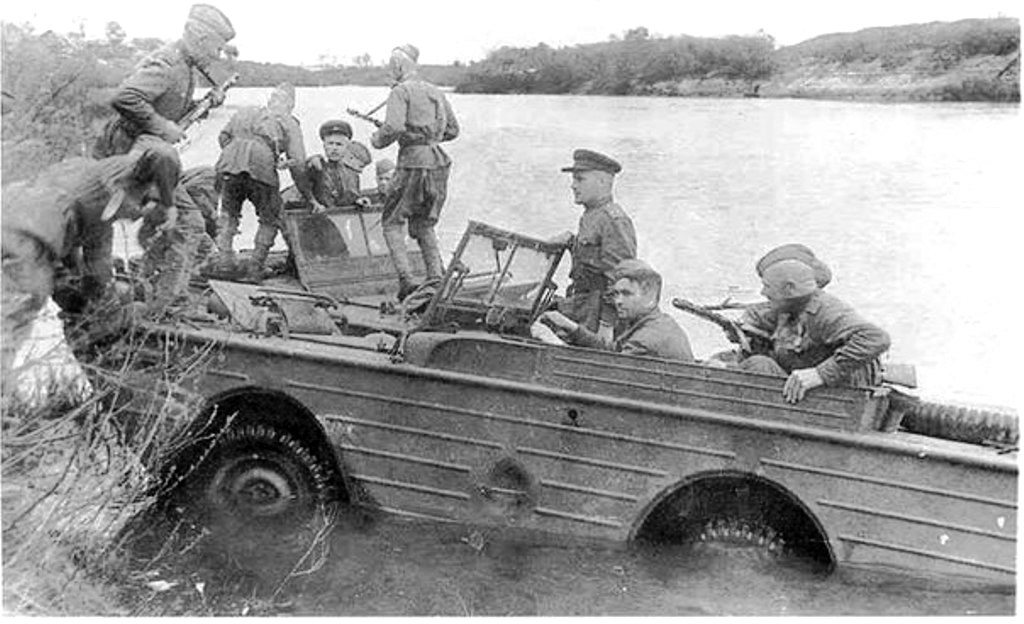
vehículos de desembarco anfibios, Ford GPA, en acción en el ejército rojo

El terreno abruptamente accidentado, las subidas empinadas y los depósitos de piedra dificultaban el movimiento de las tropas, especialmente la artillería, los tanques y los cañones autopropulsados; aquí no había carreteras. Los suministros tenían que ser arrastradas a mano o con la ayuda de renos y caballos. Las municiones y todo lo demás se entregaron de la misma manera. Pero a pesar de las dificultades y la feroz resistencia alemana, las unidades soviéticas continuaron avanzando y el 11 de octubre llegaron al río Titovka a lo largo de todo el frente. 
En el flanco izquierdo, el 126.º Cuerpo de Fusileros de Montaña, al mando del coronel Vladímir Soloviov, realizó con éxito una maniobra de flanqueo y en el cuarto día alcanzó la carretera Petsamo-Salmijärvi y la cortó al oeste de Luostari. Tras rechazar los contraataques alemanes, el cuerpo comenzó a avanzar nuevamente, interceptando la carretera Petsamo-Tarnet. El 127.º Cuerpo de Fusileros Ligeros del mayor general Gueorgui A. Zhúkov capturó el aeródromo de Luostari por la noche y luego, junto con la 114.ª División de Fusileros del 99.º Cuerpo de Fusileros (mayor general Semión Mikulski), despejó este asentamiento de tropas alemanas. Petsamo estaba rodeada por todos lados, ya que los infantes de marina y las formaciones de fusileros del grupo Pigarévich se acercaban desde el noreste, el 131.º cuerpo avanzaba desde el sur, la 72.º Brigada de Fusileros navales independiente controlaba la situación en el oeste, y los desembarcos anfibios de la Flota del Norte, que habían tomado el puerto de Liinakhamari el 13 de octubre, avanzaban desde el norte. 

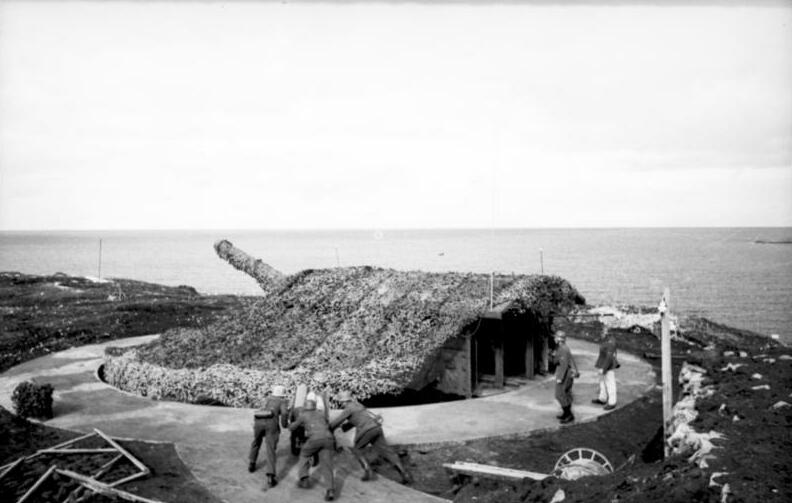
Una batería costera alemana en la zona de Petsamo, norte de Finlandia

El 181.º Destacamento Especial de Reconocimiento de la Flota del Norte llevó a cabo una operación anfibia para capturar el puerto de Liinakhamari. El puerto alemán fortificado estaba protegido por los cabos Krestovy y Románov. En la base de granito del cabo Krestovy, los alemanes construyeron varias fortificaciones, refugios, puestos de tiro, búnkeres y trincheras. En el cabo Románov, todavía se conservan búnkeres de hormigón, donde se ubicaron los tubos de torpedos alemanes. Desde estos búnkeres se veía claramente la entrada a la bahía, lo que permitía torpedear cualquier barco o submarino. 
El 12 de octubre de 1944, un destacamento de asalto naval bajo el mando del mayor Iván Bárchenko-Yemeliánov y del teniente Víktor Leónov atacó dos baterías alemanas en el cabo Krestovy y después de una rápida batalla las capturó con pérdidas mínimas. La toma de las baterías costeras alemanas aseguró el éxito del desembarco anfibio en el puerto de Liinajamari, la ocupación de esta área y la captura de la ciudad de Petsamo durante la noche del 15 de octubre, pero las tropas soviéticas estaban tan agotadas que Shcherbakov tuvo que ordenar una pausa de tres días.
En total, como resultado de las batallas del 7 al 11 de octubre de 1944, las fuerzas de ataque del 14.º Ejército soviético rompieron las defensas alemanas en una franja de hasta 20 kilómetros de ancho a una profundidad de 16 kilómetros, causando en el proceso importantes bajas a la 2.º División de Montaña del 19.º Cuerpo de Montaña. Así, según fuentes soviéticas, la Wehrmacht perdió más de 2000 soldados. Fueron hechos prisioneros 210 soldados y oficiales, 34 fusiles, ocho morteros, diecinueve ametralladoras, doce estaciones de radio, noventa caballos, nueve almacenes con diversos suministros fueron capturados.

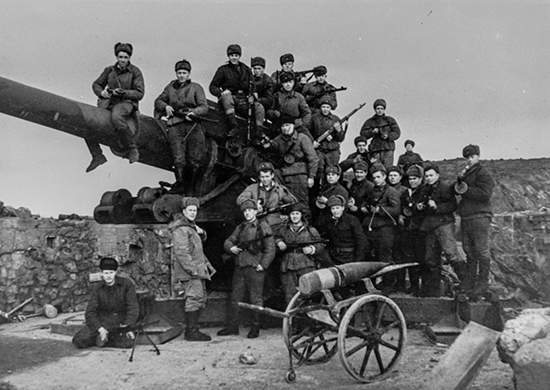
Infantes de marina soviéticos en una batería costera alemana capturada en Liinakhamari.

### Segunda Fase
Persecución hasta Kirkenes, del 15 al 25 de octubre de 1944
El 4 de octubre, tres días antes del inicio de la operación Petsamo-Kirkenes, el Alto Mando alemán puso en marcha la Operación Nordlicht (en alemánː Unternehmen Nordlicht) según la cual se ordenó a las unidades del 20.º Ejército de Montaña que procedieran a la evacuación, al área de Lyngen en la provincia de Troms. Para entonces, los generales del OKH habían logrado convencer a Hitler de que se habían acumulado suficientes reservas de níquel en Alemania. La Operación Abedul (en alemán: "Unternehmen Birke") fue cancelada y se puso en marcha este nuevo plan.
Tras la derrota alemana en la zona de Petsamo, las principales fuerzas alemanas se retiraron hacia el oeste con la idea de atrincherarse en la línea Kirkenes-Kolosjoki, más allá de la frontera noruega, organizando una sólida defensa de la zona minera. y el puerto libre de hielo de Kirkenes. Era necesario, por tanto, ganar tiempo, retrasar la nueva ofensiva del Ejército Rojo y así asegurar la evacuación sistemática de sus unidades, equipo militar y equipo industrial por mar.

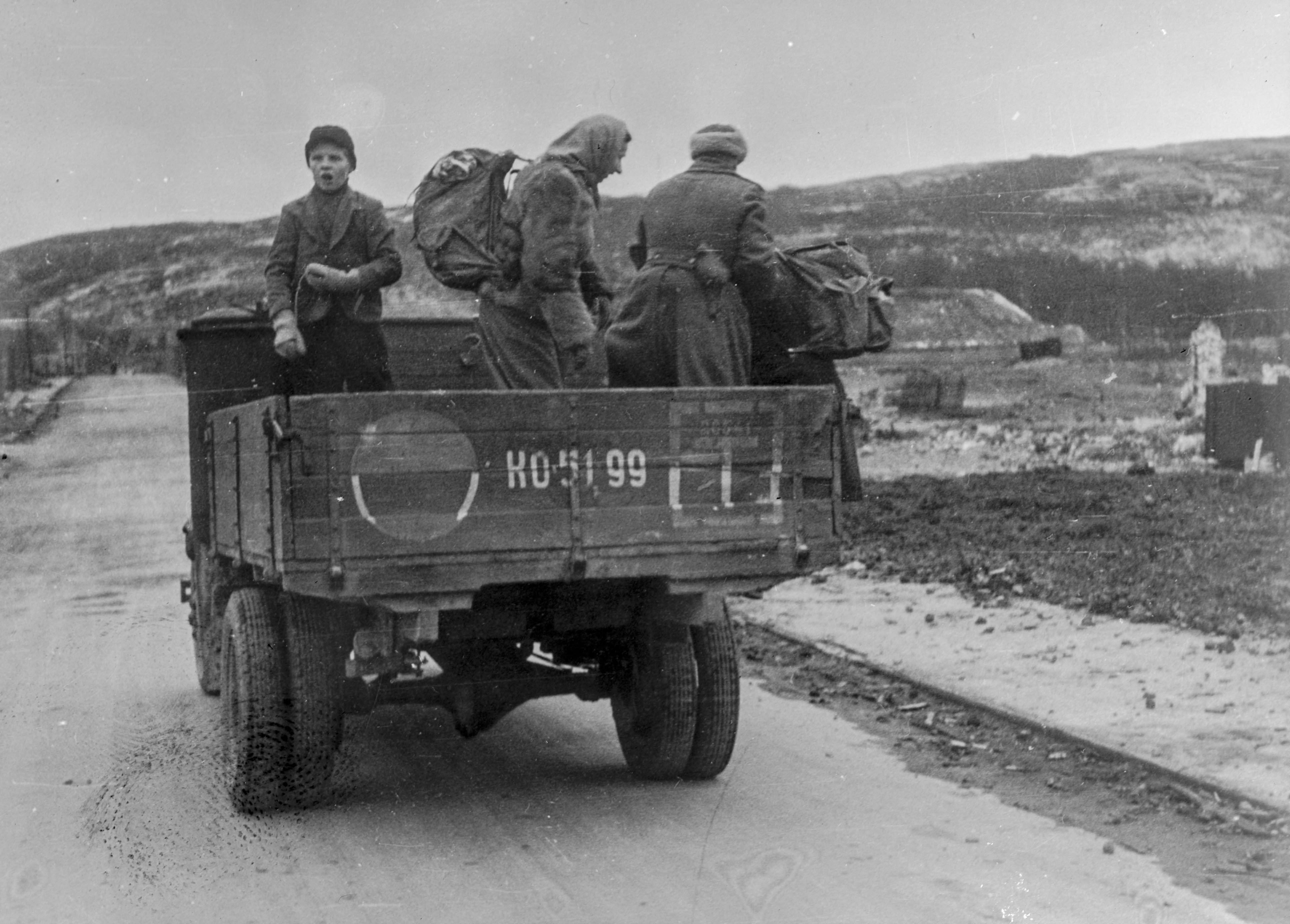
Los residentes locales regresan a casa en un camión militar soviético. Área de Kirkines, otoño de 1944

La responsabilidad de la defensa de la aldea de Kolosjoki (actual Níkel) y el área minera fue asignada a la agrupación bajo el mando del teniente general Emil Vogel que consistía en las unidades en retirada del XIX Cuerpo de Montaña y la 163.º División de Infantería con algunas unidades del XXXVI Cuerpo de Montaña de la Wehrmacht, trasladado desde Rovaniemi (Finlandia). Las unidades de la 210.º División de Infantería de la Guardia Costera también fueron transferidas desde la península de Varagger.
El 15 de octubre, el Alto Mando soviético asignó al comandante del Frente de Carelia del coronel general Kiril Meretskov, la tarea de continuar la ofensiva en dos direcciones simultáneamente: en dirección a Tarpet y a Kolosjoki (actual Níkel). Además la Flota del Norte debía realizar un desembarco anfibio del Cuerpo de Marines en la costa sur del fiordo de Varanger. Su implementación fue encomendada a la base naval de Pechepga, que nuevamente fue desplegada en el puerto de Liinakhamari.
El 31.er Cuerpo de Fusileros y el 127.º Cuerpo de Fusileros Ligeros fueron llevados a la ofensiva desde el segundo escalón del 14.º Ejército soviético en la dirección general de Kolosjoki (actual Níkel) con la tarea de aplastar a las unidades alemanas que operaban allí y alcanzar la frontera de Noruega. En el futuro, era necesario desarrollar la ofensiva en Nautsi y las fuerzas del 99.º y 126.º Cuerpo de Fusileros Ligeros para asestar un golpe concentrado a lo largo de la carretera Lowari-Akhmalahti.
Después de reagruparse el 18 de octubre, el 14.º Ejército soviético reanudó su ofensiva con renovadas fuerzas. El mismo día, la Flota del Norte desembarcó fuerzas de asalto anfibio en las bahías de Suola-Vuono y Ares, que despejaron la costa del mar hasta Vuoremi. La ofensiva de las principales fuerzas del 14.º Ejército se desarrolló a lo largo de las carreteras: Luostari-Akhmalahti y Luostari-Kolosjoki. En los flancos de las fuerzas principales, los cuerpos de fusileros ligeros operaban fuera de la carretera, constituyendo el grupo principal desde el norte y el sur. Los cuerpos de circunvalación estaban armados únicamente con armas ligeras y morteros, apoyados por artillería de largo alcance especialmente asignada para este fin por el Cuartel General.
Combinando ataques frontales con flanquear posiciones enemigas fortificadas, el 99.º Cuerpo de Fusileros el 22 de octubre enfiló la carretera Kirkenes-Ahmalahti, el 126.º Cuerpo de Fusileros Ligeros llegó al lago Klistervatn y organizó posiciones de bloqueo en la carretera Petsamo-Rovaniemi.
El 21 de octubre de 1944, tropas del 14.º Ejército llegaron a la antigua frontera de la Unión Soviética, y el 22 de octubre, soldados del 127.º y 31´.º cuerpo de fusileros liberaron la aldea de Kolosjoki (actual Níkel) y la zona de extracción de níquel. Durante la retirada, los alemanes destruyeron casi por completo la planta de minería y procesamiento de níquel y la planta de energía. la aldea de Kolosjoki se quemó casi por completo, pero los edificios de piedra sobrevivieron, los alemanes no lograron volar edificios residenciales y anexos, debido al rápido avance soviético. En el transcurso de cinco días de combate, las tropas del ejército avanzaron entre 25 y 35 km.

### Tercera Fase

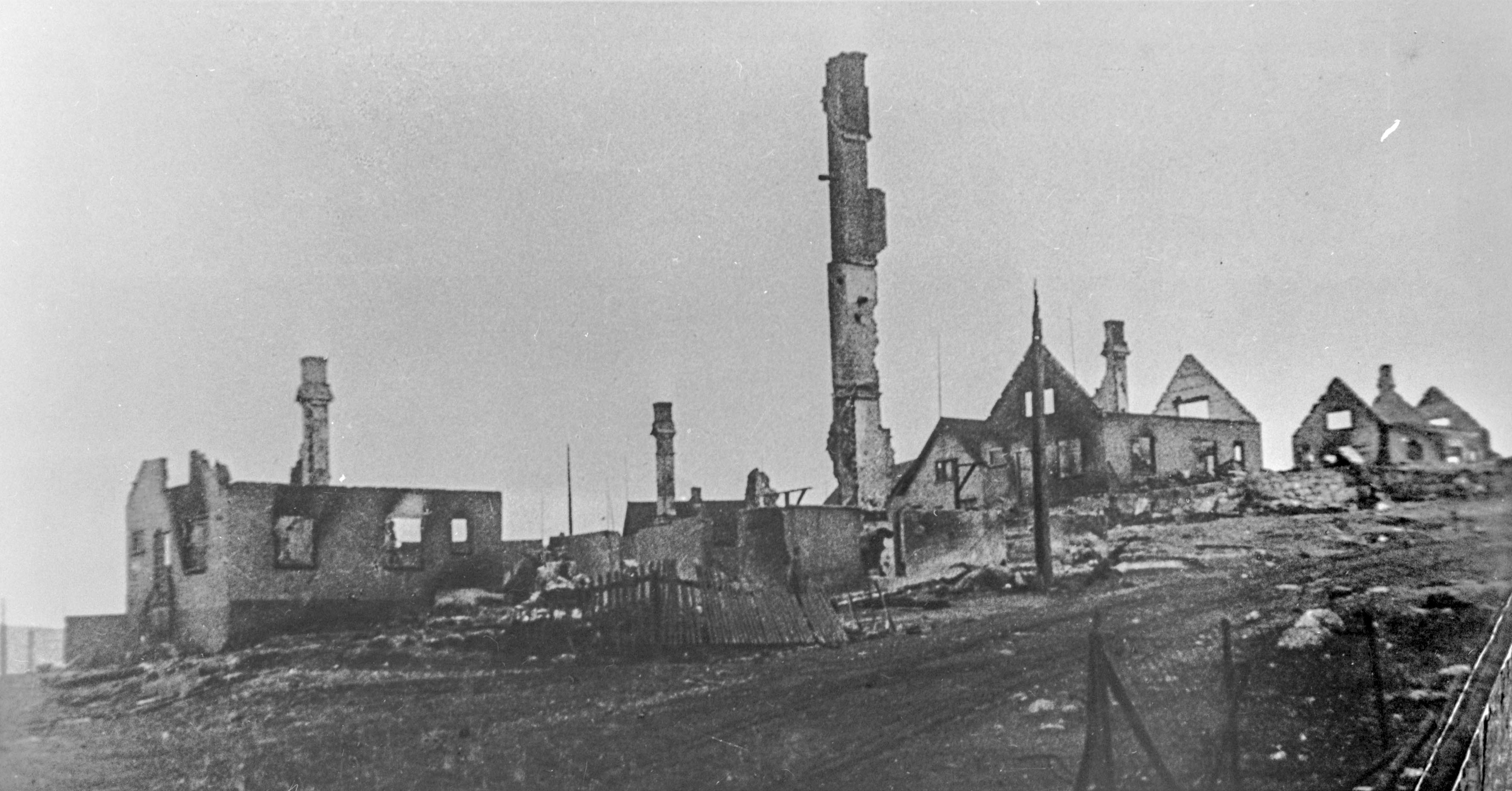
La ciudad noruega de Kirkenes destruida por los alemanes en su retirada

Liberación de las ciudades noruegas de Kirkenes y Nautsi, del 21 al 29 de octubre de 1944
El 22 de octubre, el 131.º Cuerpo entró en batalla por la ciudad noruega de Tarnet. Al mismo tiempo, los infantes de marina, con el apoyo de artillería de la flota, despejaban la costa. Los barcos de la Flota del Norte desembarcaron tres fuerzas de asalto táctico más en la costa sur del fiordo Varanger: el 23 de octubre, en Kobholmfjord y el 25 de octubre en Holmengrofjord. Los tres desembarcos tuvieron éxito y jugaron un papel destacado en la ofensiva soviética.

En la mañana del 25 de octubre de 1944, las 14.º y 45.º divisiones de Fusileros del 131.º Cuerpo de Fusileros cruzaron el Beckfjord y, en cooperación con las divisiones 10.º de Guardias y 65.º de Fusileros del 99.º Cuerpo de Fusileros, capturaron la ciudad y el puerto de Kirkenes. El día anterior, a la medianoche del 24 de octubre, las dos últimas compañías de la Wehrmacht abandonaron la ciudad. Solo un pelotón de zapadores permaneció en la ciudad con la tarea de destruir edificios, almacenes e instalaciones portuarias. La mayor parte de la guarnición alemana y los restos en retirada del XIX Cuerpo de Montaña alemán se dirigieron al norte de Noruega a través de Neiden, el resto fue evacuado por mar, los últimos barcos alemanes, protegidos por buques de guerra, partieron de Kirkenes al mediodía del 24 de octubre.

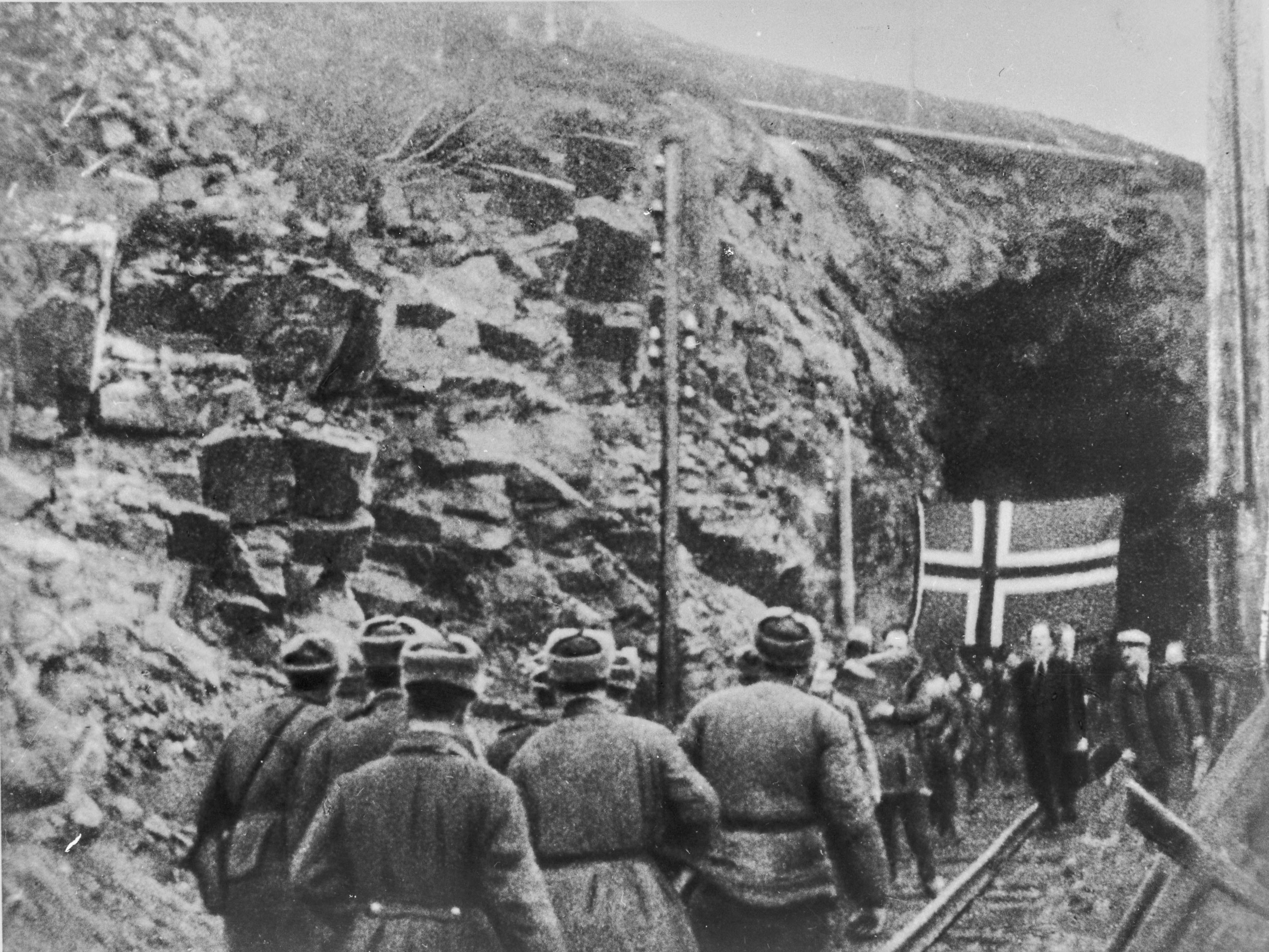
Civiles noruegos reciben a los soldados soviéticos que acaban de liberar la ciudad de Kirkenes.

Durante la noche del 26 de octubre, unidades del 99.º Cuerpo de Fusileros cruzaron el Langfjord y capturaron los asentamientos noruegos de Khebugten, Lenkoselven, Buholm, Stonga y Veines.
El 26 de octubre, comenzó la evacuación de las tropas alemanas de la península de Varanger. El mismo día, junto con las unidades de la 63.ª Brigada de Infantería de Marina y la 126.ª Lsk, se liberó el pueblo de Munkelven (Munkefjord). El 27 de octubre, el 126.º Cuerpo de Fusileros de Montaña Ligera capturó la ciudad de Neiden. En dirección sur, el 31.º Cuerpo de Fusileros y el 127.º Cuerpo de Fusileros de Montaña Ligera, persiguiendo implacablemente al ejército alemán en retirada en condiciones de terreno extremadamente difíciles, avanzaron 150 km en diez días, liberaron la aldea de Nautsi y llegaron a la frontera entre Finlandia y Noruega.
El 28 de octubre, debido al mal tiempo, las tropas soviéticas no llevaron a cabo hostilidades activas. Aprovechando esto, los alemanes aceleraron la evacuación de Vadsø, más de dos mil soldados y oficiales alemanes llegaron a Vestre Jakobselv desde Vadsø. Las unidades de vanguardia del 99.º Cuerpo continuaron persiguiendo a las unidades alemanas en retirada, hacia la aldea de Tana Bru, donde se encuentra el puente sobre el río Tanaelv.

El 29 de octubre, cuando el tiempo mejoró un poco, los aviones de ataque y torpederos soviéticos volaron en tres oleadas para bombardear barcos en Tanafjord. Durante los ataques, lograron dañar gravemente al menos tres barcos. Un grupo de asalto separado voló para bombardear la concentración de tropas en Vardø. Los barcos torpederos de Rybachi también intentaron interceptar los convoyes, pero debido al fuerte viento se vieron obligados a regresar a la base. Mientras tanto, la malas condiciones marítimas no impidieron que los barcos alemanes más grandes con piezas y carga evacuadas se trasladaran de Vadsø a Berlevog. Otra parte de las tropas alemanas salió de Vadsø, cargando más de 100 vehículos.

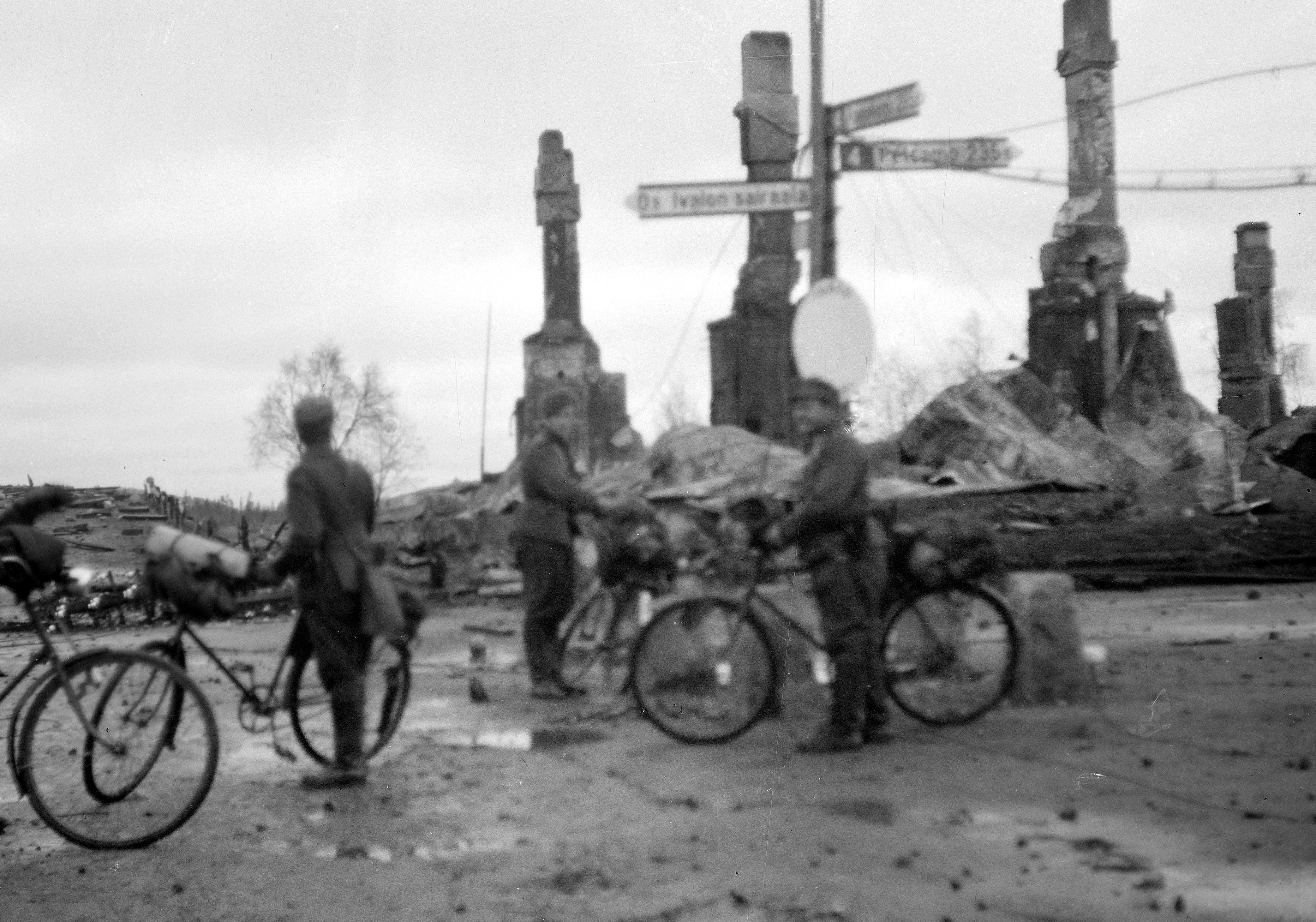
Ivalo devastado por las tropas alemanas en su retirada del norte de Finlandia.

Neiden y Nautsi fueron los últimos puntos alcanzados por el grueso de las tropas soviéticas. Seguir persiguiendo al ejército alemán en fuga y avanzar profundamente en el territorio de Noruega por grandes formaciones no era conveniente. Más adelante se extendía un semidesierto montañoso, marcado por la región de fiordos del Extremo Norte. Se acercaba la noche polar, comenzaron fuertes nevadas, aparecieron derivas y bloqueos en las carreteras. Los restos del 20.º Ejército alemán de montaña, diezmados y dispersos por un vasto territorio, ya no representaban ningún peligro. La operación Petsamo-Kirkenes había completado sus objetivos.

#### Persecución de las tropas alemanas en retirada hacia el sur.
En este día, de acuerdo con la orden del Cuartel General soviético, el Consejo Militar del Frente de Carelia dio la orden para que el 14.º Ejército pasara a la defensiva. La orden implicaba un amplio redespliegue de las tropas soviéticas en el Ártico, así el 99.º cuerpo ocupó posiciones defensivas a lo largo del río Neiden, a lo largo de los fiordos noruegos de Langfjord y Korsfjord. El 31.º Cuerpo - a lo largo de la línea Ivalo-Nautsi. Todos los demás cuerpos (126.º, 127.º, 131.º y 133.º) fueron transferidos a la reserva general del ejército.

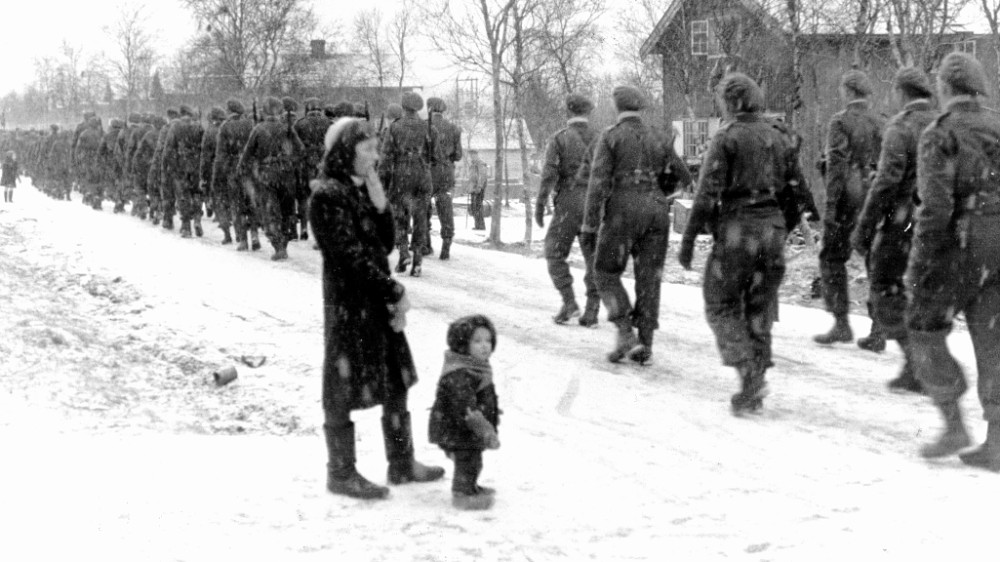
La Segunda Compañía de Montaña de las Fuerzas Noruegas Libres marcha a través de Bjørnevatn, en noviembre de 1944.

Aunque la operación Petsamo-Kirkenes ya había terminado y las principales fuerzas soviéticas habían detenido su avance en el interior de Noruega, pequeños destacamentos de exploradores soviéticos continuaron persiguiendo y hostigado la retaguardia alemana. Así el 30 de octubre, el destacamento de reconocimiento soviético continuó hostigando a la retaguardia alemana por el camino a Tana-bru. El 1 de noviembre, la última unidad alemana salió de Vardø, tras destruir los principales edificios de la ciudad. El 2 de noviembre, las últimas unidades alemanas dejaron Karlbotn. Durante tres días, los combates en las afueras de la aldea de Tana-bru no cesaron.
En Finlandia, el 2 de noviembre, después de la liberación de la región del lago Mustola de los alemanes, el 31.º Cuerpo de Fusileros se puso a la defensiva. Un destacamento de reconocimiento enviado hacia adelante persiguió al ejército alemán en fuga durante los siguientes tres días hasta Ivalo (La última retaguardia de las tropas alemanas salió de Ivalo el 3 de noviembre), donde las tropas soviéticas entraron en contacto con las tropas finlandesas el 5 de noviembre, que se habían acercado desde el sur, y suspendieron la persecución.
El 6 de noviembre, los últimos combates entre las tropas alemanas y soviéticas tuvieron lugar en suelo noruego en Varangerbotn. El 7 de noviembre, tras la destrucción del puente sobre el río Tana, las tropas alemanas abandonaron Tana-bru. El 8 de noviembre, las tropas soviéticas se acercaron a la aldea de Ruostefjelbma y detuvieron su avance allí.

## Resultado

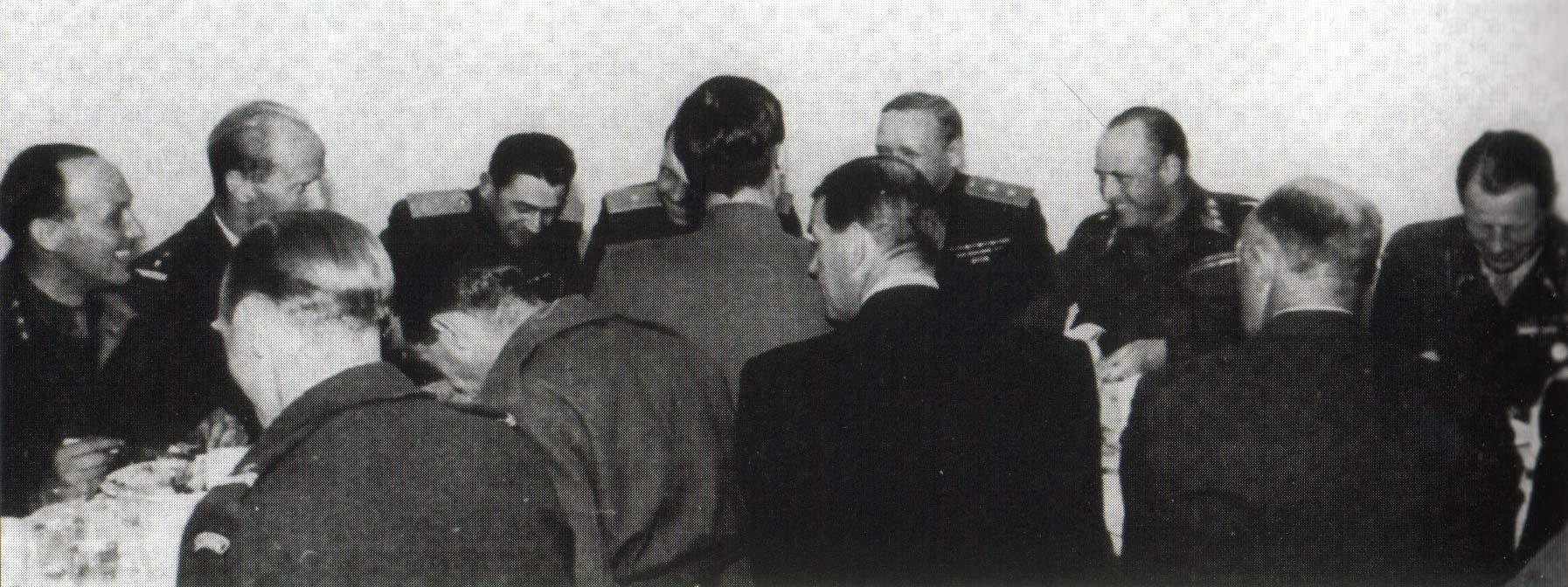
Cena en la ciudad noruega de Kirkenes en julio de 1945. En la parte trasera por la derecha: el coronel Arne Dagfin Dahl, el príncipe heredero Olav y el comandante de las fuerzas soviéticas en Noruega, el teniente general Vladímir Shcherbakov.

Las operaciones terminaron con una completa victoria del Ejército Rojo. El general del ejército soviético Meretskov fue ascendido a mariscal de la Unión Soviética, y se le dio un puesto destacado durante la operación Tormenta de Agosto, que el Ejército Rojo llevó a cabo en Manchuria contra el Ejército Imperial Japonés en agosto de 1945.
Tras el fin de la Operación Petsamo-Kirkenes, el 20.º Ejército alemán fue disueltoː tres de sus divisiones fueron transferidas al OB. West (Comando del Ejército Oeste) y la cuarta al OKW (Alto Mando de la Wehrmacht). En cuanto a Lothar Rendulic, recibió el mando del Ejército Norwegen, de guardia en la Noruega aún ocupada por los nazis.
La operación Petsamo-Kirkenes liberó el flanco ártico soviético y privó a los alemanes de las importantes minas de níquel y hierro de la región, por otro lado los comandantes soviéticos subestimaron las dificultades de maniobrar un gran número de tropas y equipos pesados en un terreno tan difícil y sin apenas carreteras. Las tropas de infantería ligeras padecieron enormes dificultades para alcanzar sus objetivos. Es por ello que Meretskov y su estado mayor fuera enviado al Lejano Oriente en el verano de 1945. Allí aplicaron las lecciones aprendidas en la Operación Petsamo-Kirkenes, en los planes concebidos para derrotar a los japoneses en el terreno igualmente difícil de Manchuria.
Tras la liberación de la provincia noruega de Finnmark, el gobierno noruego en el exilio en Londres, decidió enviar un pequeño destacamento de tropas noruegas para ocupar la región, la primera liberada de la ocupación nazi. En noviembre de 1944, un pequeño contingente de 281 soldados noruegos bajo las órdenes del coronel Arne Dagfin Dahl zarparon en un convoy británico desde Scapa Flow hacia Múrmansk, y de allí a Liinakhamari, en la costa finlandesa, donde les esperaban varios camiones del Ejército Rojo que les traslado a Kirkenes. Poco después, le seguirían dos compañías policiales de 307 soldados. A principios de enero de 1945, la fuerza total de las Fuerzas Noruegas Libres ya era de 1350 soldados. En el resto de Noruega 400.000 tropas alemanas pasarían los restantes meses de la guerra ociosas, atentas a un posible desembarco aliado que nunca llegaría.

## Bajas
Las cifras de las pérdidas irrecuperables soviéticas ascienden 6084 soldados y oficiales y los heridos y enfermos a 15.149, son reconocidas por la mayoría de los investigadores y se publican en la inmensa mayoría de las publicaciones. De este número, 2122 soldados soviéticos murieron en batallas en el territorio de Noruega. Las pérdidas de equipo militar durante la operación ascendieron a 21 tanques, 40 cañones y morteros, 62 aviones de combate .
Las cifras de las pérdidas del 20.º Ejército de Montaña alemán son más difíciles de cuantificar y no existe unanimidad entre los distintos historiadores en cuanto a las bajas alemanas, así los diferente autores dan un número de bajas que varía entre los 20.000 y los 9000 entre muertos, heridos y prisioneros. 